# Marcel Godivier
Marcel Godivier (Versalles, 17 de gener de 1887 - Dreux, 9 de febrer de 1963) va ser un ciclista francès que va córrer entre 1907 i 1922. Durant la seva carrera professional destaquen dues victòries d'etapa al Tour de França de 1911, edició que finalitzà en sisena posició.

## Palmarès
- 1909
  - 1r a la París-Chateauroux
- 1911
  - 1r a la París-Beaugency
  - Vencedor de 2 etapes al Tour de França
- 1913
  - 3r a la Volta a Llombardia
- 1917
  - 1r a la Le Mont St Michel-París
  - 2n a la París-Tours

### Resultats al Tour de França
- 1910. Abandona (14a etapa)
- 1911. 6è de la classificació general i vencedor de dues etapes
- 1912. Abandona (10a etapa)
- 1913. Abandona (4a etapa)
- 1914. 30è de la classificació general